# Daldorfia
Daldorfia is een geslacht van kreeftachtigen uit de klasse van de Malacostraca (hogere kreeftachtigen).

## Soorten
- Daldorfia bouvieri (A. Milne-Edwards, 1869)
- Daldorfia calconopia S. H. Tan & Ng, 2007
- Daldorfia dimorpha S. H. Tan & Ng, 2007
- Daldorfia excavata (Baker, 1905)
- Daldorfia glasselli (Garth, 1958)
- Daldorfia horrida (Linnaeus, 1758)
- Daldorfia investigatoris (Alcock, 1895)
- Daldorfia leprosa (Nobili, 1906)
- Daldorfia rathbunae (de Man, 1902)
- Daldorfia spinosissima (A. Milne-Edwards, 1862)
- Daldorfia triangularis Sakai, 1974
- Daldorfia trigona (A. Milne-Edwards, 1869)